# Alysidium resinae
Alysidium resinae é uma espécie de fungo pertencente à família Botryobasidiaceae.